# Agaminae
Agaminae — одна з найбільших підродин ящірок з родини Агамових. Налічує 21 рід. Це найхарактерніші з агам.

## Опис
Загальні розміри представників підродини агамових сильно коливаються — від 5 до 60 см. Забарвлення цих агам здебільшого яскраве. Як правило, самці яскравіші за самиць. У більшості є дуже довгий та тонкий хвіст, часто він стиснутий з двох боків. Тулуб циліндричної форми з дрібною лускою. Гарно розвинуті кінцівки. У значної кількості видів цієї підродини досить довгі та чіпкі пальці.

## Спосіб життя
Полюбляють лісисті, кам'янисті та скелясті місцини. Зустрічаються також у пустелях, напівпустелях, у горах та передгір'ях. Більшість активні вдень. Значна частина представників підродини Agaminae можуть довго обходитися без води. Живляться комахами, дрібними ссавцями, плодами, квітами.
Це здебільшого яйцекладні агами, втім зустрічаються роди яйцеживородні. Зазвичай відкладається від 6 до 12 яєць. У живородних ящірок народжується, як правило, до 4 дитинчат.

## Розповсюдження
Агами цієї підродини широко розповсюджені в Африці, Азії та Європі.

## Роди
- Рід Acanthocercus
- Рід Agama
- Рід Bufoniceps
- Рід Coryphophylax
- Рід Laudakia
- Рід Paralaudakia
- Рід Phrynocephalus
- Рід Pseudotrapelus
- Рід Trapelus
- Рід Xenagama